# Persicaria

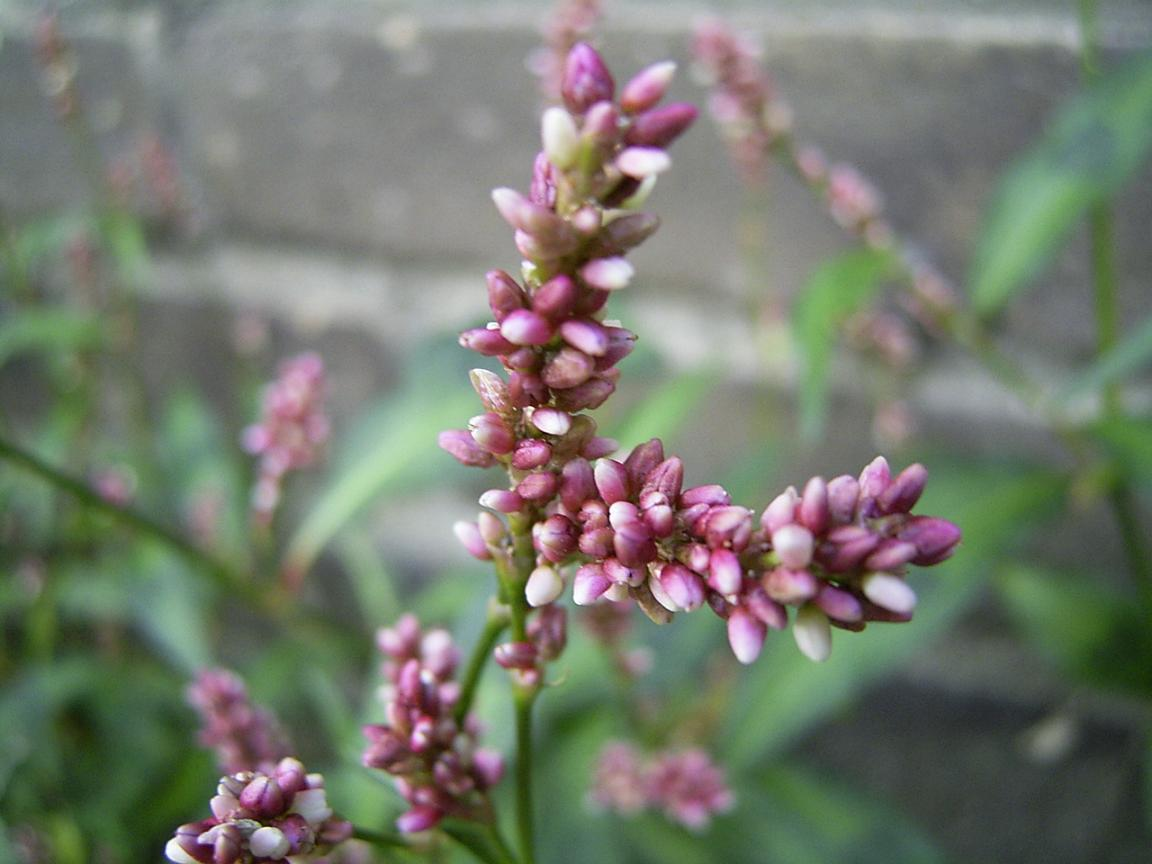
Inflorescencia de Persicaria maculata

Persicaria es un género de plantas pertenecientes a la familia Polygonaceae. El género estaba anteriormente incluido en el género Polygonum.
Comprende plantas perennes y caducas. La mayoría con inflorescencias en racimos de flores de color rosa o algunas veces blancas.
La mayoría de los miembros del género son agresivos y / o invasoras malas hierbas, aunque algunas han sido utilizadas como cultivos de cobertura en el campo y como planta ornamental en el jardín . Mata con los tallos tendidos y muy nudosos, de los que salen vástagos erectos. Hojas lanceoladas, rodeadas en su base por una escama membranosa. 
Son flores de menos de dos milímetros agrupadas en densas espigas en el extremo de los tallos. Vive en las orillas de las acequias y cursos de agua intermitentes de toda la región de Andalucía. Se usó como astringente.

## Taxonomía
El género fue descrito por Philip Miller y publicado en The Gardeners Dictionary...Abridged...fourth edition vol. 3. 1754. La especie tipo es: Persicaria maculosa Gray.

## Especies
Las siguientes especies están ahora clasificadas en el género Persicaria:
- Polygonum affine (Persicaria affinis)
- Polygonum alatum (Persicaria alata)
- Polygonum alpinum – Persicaria alpina)
- Polygonum amphibium – Persicaria amphibia)
- Polygonum amplexicaule - Persicaria amplexicaulis)
- Polygonum bistorta – Persicaria bistorta)
- Polygonum campanulatum – Persicaria campanulata Reynoutria campanulatum)
- Polygonum capitatum - Persicaria capitata)
- Polygonum emodi (Persicaria emodi)
- Polygonum filiforme (Persicaria virginiana)
- Persicaria hispida (Kunth) M.Gómez - tabaquillo[3]
- Polygonum hydropiper – Persicaria hydropiper)
- Polygonum lapathifolium – Persicaria lapathifolia)
- Polygonum longisetum (Persicaria longiseta)
- Polygonum macrophyllum (Persicaria macrophylla)
- Polygonum microcephalum – red dragon persicaria (Persicaria microcephala)
- Polygonum milletii (Persicaria milletii)
- Polygonum minus – (Persicaria minor)
- Polygonum mite – (Persicaria mitis, Persicaria laxiflora)
- Polygonum molle (Persicaria mollis)
- Polygonum nepalense (Persicaria nepalensis)
- Polygonum odoratum – (Persicaria odorata)
- Polygonum orientale (Persicaria orientalis)
- Polygonum pensylvanicum – (Persicaria pensylvanica)
- Polygonum persicaria – (Persicaria maculosa)
- Persicaria polymorpha -
- Polygonum polystachyum = Polygonum wallichii
- Polygonum punctatum = Persicaria punctata
- Polygonum runciforme (Persicaria runcinata)
- Polygonum sagittatum – (Persicaria sagittata)
- Polygonum tenuicaule (Persicaria tenuicaulis)
- Polygonum tinctorium (Persicaria tinctoria)
- Polygonum vaccinifolium (Persicaria vaccinifolia)
- Polygonum virginianum – (Persicaria virginiana)
- Polygonum viviparum – (Persicaria vivipara)
- Polygonum wallichii – (Persicaria wallichii)
- Polygonum weyrichii (Persicaria weyrichii)